# Stefaan Vaes
Stefaan Vaes, né le 29 février 1976  à Herentals (Belgique), est un mathématicien belge, professeur titulaire à la Katholieke Universiteit Leuven (Université catholique néerlandophone de Louvain), prix Francqui 2015.

## Biographie
Stefaan Vaes étudie les mathématiques à l'université de Louvain, où il obtient son doctorat en 2001 avec une étude sur les groupes quantiques localement compacts. En 2002, il est chercheur à Paris à l'Institut de mathématiques de Jussieu pour le Centre national de la recherche scientifique. En 2006, il est professeur à l'université de Louvain et en 2012, il y est professeur titulaire.
En 2015, il reçoit le prix Francqui, la plus haute distinction scientifique belge. Le jury, sous la présidence de David Gross, louange ses recherches sur les algèbres de von Neumann, dont les résultats ont également des implications importantes dans d'autres domaines des mathématiques. Parmi ses élèves, il y a Cyril Houdayer.